# Енрике Иларио
Вижте пояснителната страница за други личности с името Енрике.
Енрике Ила̀рио Мейрелеш Алвеш Сампайо (на португалски: Henrique Hilário Meireles Alves Sampaio) e бивш португалски футболист-вратар роден на 21 октомври 1975 в Сао Педро да Кова, Португалия.

## Кариера в Челси
През лятото на 2006 г. юношата на отбора Лени Пиджли напуска Челси и на тима е нужен нов трети вратар. Избран е опитът.
Иларио, 30-годишен тогава, се съгласява да се присъедини към португалския контингент на „Стамфорд Бридж“, слагайки край на договора си с Насионал, който е първенец в родината му.
По-рано, бившия национал до 21 години прекарва два периода в Порто, където печели шампионата и купата. Втория му период е под ръководството на Жозе Моуриньо, преди да премине в Насионал.
Никой не може да си представи какво предстои на вратаря в първата му година с фланелката на Челси. Контузии на Петър Чех и Карло Кудичини в едни и същи мач са причината Иларио да дебютира за Челси срещу Европейския шампион Барселона. Той опазва мрежата си суха при победата с 1:0.
Този сезон той изиграва 18 мача и изпълнява всичко, което се очаква от трети вратар.
Вратарят, който е също и професионален модел, се връща в центъра на вниманието през Коледния период, когато Кудичини и Чех са контузени, и Иларио играе в 5 мача, включително и първия полуфинал за Карлинг Къп.
По време на домакинството на Фенербахче в Шампионската лига Карло Кудичини получава травма и Иларио влиза в игра. При равен резултат в двата мача, Иларио прави фантастично спасяване и Челси след това вкарват втори гол.